# ジャネット・イエレン
ジャネット・ルイーズ・イエレン（英語: Janet Louise Yellen、1946年8月13日 - ）は、アメリカ合衆国の政治家、経済学者。2021年1月から2025年1月まで同国の第78代財務長官を務めた。

## 来歴
1946年8月13日にニューヨーク州ニューヨークのブルックリンのベイリッジにて、ポーランドのユダヤ系の一家に誕生する。父は医師で母は教師だった。なお母は学校の教師で経済に関心があり、父は自宅で開業医をしている。
ブルックリンのベイリッジ・セクションにあるフォート・ハミルトン高校を首席で卒業し、1967年にブラウン大学の経済学を優秀な成績で卒業する。ジョージ・ハーバート・ボーツとハーシェル・グロスマンの強い影響を受けた。1971年にジェームズ・トービンの監督のもとで論文の"Employment, Output and Capital Accumulation in an Open Economy: A Disequilibrium Approach"によりイェール大学から経済学博士号の学位を得る。
1971年から1976年にかけてハーバード大学経済学部の助教授、1977年から1978年にかけて連邦準備制度理事会で国際金融・貿易・金融研究部門のエコノミスト、1978年から1980年までロンドン・スクール・オブ・エコノミクス（LSE）の講師、1980年から1982年までカリフォルニア大学バークレー校のハース・ビジネススクールの助教授、1982年から1985年まで同校の准教授、1985年には同校の教授となる。1994年4月から1997年2月まで連邦準備制度理事会の理事、1997年2月から1999年8月まで大統領経済諮問委員会の委員長、同年には全米経済研究所（NBER）の研究会員、2001年には西部経済学会の副会長及びアメリカ芸術科学アカデミーのフェローとなる。そして2004年6月から2010年10月までサンフランシスコ連邦準備銀行の総裁を務めた。
2010年10月から連邦準備制度理事会の副議長、2014年2月から2018年2月まで連邦準備制度理事会の議長となる。その後は2018年2月にブルッキングス研究所の特別研究員となった。
2020年11月30日にバイデン次期大統領より財務長官に指名された。上院での人事案審議は超党派で賛成を集め、2021年1月25日に賛成84・反対15票の大差で承認された。翌26日に宣誓して就任した。

## 業績及び賞
- 1997年5月にイェール大学からウィルバー・クロス賞、2000年5月にバード・カレッジからヒューマン・レター名誉博士、2010年10月に全米ビジネス経済学会からアダム・スミス賞を得る。
- インフレよりも失業に関心があり、金利を安易に上げないような「ハト派」と見られている。これに対して、例えばセントルイス連邦準備銀行総裁を務めたウィリアム・プールなどは「タカ派」と考えられている。
- 効率賃金理論を提唱し、賃金上昇によって労働者の生産性が向上して会社の利益が増すことを示した。1914年1月のヘンリー・フォードによる賃金上昇がフォード社への志願倍率を高め、社員の質とモチベーションが向上して社の純益を上げたのは効率賃金理論の一例である[17]。
- 2015年10月に出版された『経済を読む』（日本経済評論社）で根井雅弘は、「イエレン氏はとても平易な英語で経済問題を語る才能をもった稀有の人である。英語があまりに分かりやすいので、大学の授業で使うには学生の英語を読む訓練にならないくらいだ。」と語った。

## FRBでの実務
2008年9月のリーマン・ショック以降のアメリカの経済危機に対して、マネタリーベースの大幅な増加による大規模な量的金融緩和政策に参画した（上の図）。最終的にマネタリーベースは4兆ドルを超えた。この量的金融緩和政策はアメリカの経済を良好に回復させたとして高い評価が見受けられる。
FRBは長期に渡る金融緩和により景気がある程度回復したと見ると、2013年末から月100億ドルずつの量的金融緩和の縮小を開始し、10ヶ月ほどで量的金融緩和によるマネタリーベースの増加は終了すると見られている。バーナンキの退任後に新議長に就任したイエレンはその方針を踏襲している（以上の叙述の文献はベン・バーナンキの項を参照）。
2014年5月8日に行った上院予算委員会での証言で、イエレン新議長は適切なバランスシートの規模について政策の正常化が進行するまで決定を急がない考えを示し、危機前の水準に戻すには5年から8年近く要する可能性があると指摘した。その後同月19日にバーナンキは「利上げは経済が正常化に向かっていることを示すため、利上げの時期が来ることを望む」・「金融政策の正常化に伴い、バランスシートを正常化させる必要は無い」との見解を示した。
8月20日にFRBは先月分の連邦公開市場委員会議事要旨を公開し、将来予定される最初の利上げ後も当面保有証券の償還資金再投資を継続することに「ほとんどの」参加者が賛成していると公表した。
8月22日にアメリカの失業率が予想以上に速いペースで低下したことを指摘しつつも、失業率のみを指標としてアメリカの労働市場の健全性を判断するには不十分と強調し、入手される指標や情報に基づき予想される将来の利上げなどの政策を柔軟に決定することを再度主張した。
10月29日にFRBは資産買い入れ額をこれまでの150億ドルからゼロとした。これに伴い2012年9月に開始した量的緩和第3弾（QE3）による新たな資産買い入れは終了した。また、超低金利政策が「かなりの期間」になるという表現を継続して、フォワードガイダンスの表現を維持した。

## 財務長官として
2021年1月19日に財務長官の上院指名のための上院財政委員会の公聴会の席で、中国政府の新疆ウイグル自治区などでの所業を念頭に「中国はおぞましい人権侵害を犯している」・「中国は最大の戦略的競争者だ」と指摘し、中国の不公正貿易などに対抗する為に「全ての手段を使う用意がある」と述べた。中国による知的財産権侵害・技術移転強要などに「積極的に対抗する必要性がある」と語り、同盟国と連携して中国に対抗する方針を示した。
また新型コロナウイルスの流行による景気鈍化の長期化を防ぐため「大きく動くことが賢明だ」として、バイデン次期大統領が提案した1兆9000億ドル（約200兆円）規模の経済対策を早期成立させるよう連邦議会に求めた。この経済対策については、サマーズ元財務長官は過大すぎるとして異論を唱えた。

## 家族
- 1978年6月にジョージ・アカロフと結婚し、1人の子女が誕生した。
- 2001年12月に夫のジョージ・アカロフがノーベル経済学賞を受賞し、カリフォルニア大学バークレー校の名誉教授に就任している。
- 1981年6月に誕生した息子のロバート・アカロフはハーバード大学で博士号を取得し[25]、マサチューセッツ工科大学のスローン・スクール・オフ・マネジメントで博士研究員を務めた。その後はイギリスのコベントリーにあるウォーリック大学の助教授となった[26]。

## 著作
- "The Fabulous Decade: macroeconomic Lessons from the 1990s" (with Alan Binder), The Century Foundation Press, New York, 2001 （邦訳はアラン・ブラインダー、ジャネット・イエレン著、山岡洋一訳『良い政策　悪い政策-1990年代アメリカの教訓』日経BP社、2002年12月）
- "Trends in Income Inequality and Policy Responses," Looking Ahead, October 1997 and James Auerbach and Richard Belous, eds., "The Inequality Paradox: Growth of Income Disparity," National Policy Association, 1998
- "The Continuing Importance of Trade Liberalization," Business Economics (1998).
- "Monetary Policy: Goals and Strategy," Business Economics（1996年7月）.
- "An Analysis of Out-of-Wedlock Childbearing in the United States," (with George Akerlof and Michael Katz). Quarterly Journal of Economics（1996年5月）.
- "East Germany In From the Cold: The Economic Aftermath of Currency Union" (with George Akerlof, Andrew Rose, and Helga Hessenius), Brookings Papers on Economic Activity 1991:1.
- "How Large are the Losses from Rule of Thumb Behavior in Models of the Business Cycle?" (with George Akerlof) in Willima Brainard, William Nordhaus, and Harold Watts, eds. Money, Macroeconomics and Economic Policy: Essays in Honor of James Tobin, Cambridge, Mass.: MIT Press (1991).